# Das letzte Opfer (2022)
Das letzte Opfer ist ein dänischer Thriller aus dem Jahr 2022.

## Handlung
Die Psychologin Susanne Hartmann bespricht mit ihrer Assistentin Johanne die Termine für den nächsten Tag. Sie hat dann nur einen Patienten, zu dem es außer dem Namen Mark Zidenius keine Informationen gibt. Am Abend bringt Susanne zunächst ihre Tochter ins Bett, deren Jacke im Tennisclub gestohlen wurde. Dann erfährt sie in den Fernsehnachrichten von der neusten Tat eines Serienmörders, der schwangere Frauen tötet und ihnen den Fötus aus dem Bauch schneidet. Der Täter hinterlässt dabei einen Spruch, den Susanne in ihrem Tagebuch wiederfindet.
Am nächsten Tag hat die Psychologin zunächst einen Vortrag. Dabei erklärt sie den Studierenden, dass die Patienten die behandelnden Psychologen genauso hinterfragen wie umgekehrt, um Vertrauen aufzubauen. In ihrer Praxis begegnet sie dann Mark, einem jungen Mann, der im Gegensatz zu ihren sonstigen Klienten kein reicher Unternehmer ist. Er hält Susanne aber für die beste Psychologin. Zu Beginn des Gesprächs sagt Mark, dass er einen Suizidversuch abgebrochen habe. Er wolle nicht einfach sterben, sondern völlig verschwinden. Als er den Spruch erwähnt, der Susanne am Vorabend aufgefallen war, wird ihr klar, dass sie dem gesuchten Serienmörder gegenübersitzt. Mark fordert, dass er innerhalb der nächsten Stunde therapiert wird; ansonsten würde er Susanne töten. Um seine Forderung zu verdeutlichen, ermordet er die Assistentin Johanne auf der Toilette.
Susanne ist erst schockiert und ratlos, überredet Mark dann aber, sich hinzulegen und die Augen zu schließen. Sie versucht vergeblich, mit ihrem Notizbuch dem Nachbarn gegenüber einen Hilferuf zu übermitteln. Mark erzählt, wie er erst Tiere tötete und dann seinen ersten Mord beging. Er tötete seine betrunkenen Eltern, indem er ihr Auto gegen einen Gabelstapler rollen ließ. Trotz seiner Fingerabdrücke auf der Handbremse schloss die Polizei ihn als Täter aus, weil er erst zehn Jahre alt war. Später erfuhr Mark dann, dass er adoptiert wurde. Bei einer Lesung in einer Buchhandlung traf er seine Mutter. Es ist Susanne. Er beweist es mit der Adoptionsurkunde.
Susanne wurde im Alter von 16 Jahren Mutter und war damit ohne die Hilfe ihrer eigenen Mutter überfordert, sodass Mark früh zu seinen Adoptiveltern kam. Nun gibt Mark seiner biologischen Mutter die Schuld für sein schlechtes Leben, das ihn zum Mörder machte. Er berichtet außerdem, wie er einen fremden Mann tötete. Die Leiche verbrannte er zusammen mit seinen eigenen medizinischen Dokumenten, um seine eigene Beerdigung vortäuschen zu können. Mit seinen Morden an den schwangeren Frauen möchte er die noch ungeborenen Menschen vor einem ähnlich schlechten Leben wie seinem eigenen schützen. In der Praxis versucht Susanne, sich zu entschuldigen. Dabei spricht sie mit Mark auch über ihre Tochter Rebekka. Mark drängt seine Mutter, den Notruf zu wählen und drei Morde zu melden. Schließlich bietet sie ihrem Sohn die Brust an. Als er sich über sie beugt, schlägt sie ihn mit einer Sanduhr nieder. Aber sie kann ihm nicht entkommen. Auch der Versuch, über das Telefon und Fax Hilfe zu holen, scheitert.
Mark bringt Susanne in einen zur Hütte umgebauten Güterwaggon mitten in einer verschneiten Landschaft. Dort bewahrt er u. a. die Gläser mit den toten Föten auf. Dann verlässt er die Hütte, um Rebekka im Wald zu töten. Susanne schafft es, sich von den Fessel zu befreien und nimmt ein Messer aus dem brennenden Ofen. Damit folgt sie Mark. Sie sieht ihn an einer Felskante stehen, daneben Rebekkas Jacke von hinten. In vermeintlicher Notwehr ersticht sie Mark, der den Fels hinab ins Meer stürzt. Doch in Rebekkas Jacke steht nur Stroh. Susanne wird von einem LKW-Fahrer mitgenommen.
Im Verhör bei der Polizei stellen sich die Ereignisse dann plötzlich ganz anders dar.  Der Polizist erklärt Susanne, dass ihr Blut und ihre Haare an den Tatorten der Morde gefunden wurde. Außerdem war sie zur Tatzeit in Stockholm und Trondheim. Auch der Notruf wird vor Gericht gegen sie verwendet. Während Susanne verzweifelt, ist in Rückblenden zu sehen, was wirklich geschah. Mark stahl Rebekkas Jacke und schlich sich als Angestellter ins Hotel, um Bluttropfen und Haare von Susanne zu besorgen. In der Hütte drückte er ihre Hände gegen die Gläser mit den Föten und schließlich brachte er sie dazu, ihn von der Klippe zu stoßen, um im Meer zu verschwinden. Durch den Fehler, den er als Zehnjähriger mit den Fingerabdrücken auf der Handbremse beging, lernte er, wie man mit Beweisen und Spuren umgeht, um einen Mord zu inszenieren.

## Rezeption
Der Filmdienst bewertet den Film positiv: „Der wendungsreiche, glänzend besetzte Psychothriller entfaltet ein packendes Machtspiel, bei dem sich die Rollenverteilung zwischen Psychologin und Patient auflöst. Der Film stellt Fragen zu Entscheidungen und ihren Konsequenzen, ohne endgültige Antworten zu geben, und gipfelt in einem konsequenten Ende.“